# مؤتمر لاهاي (1948)

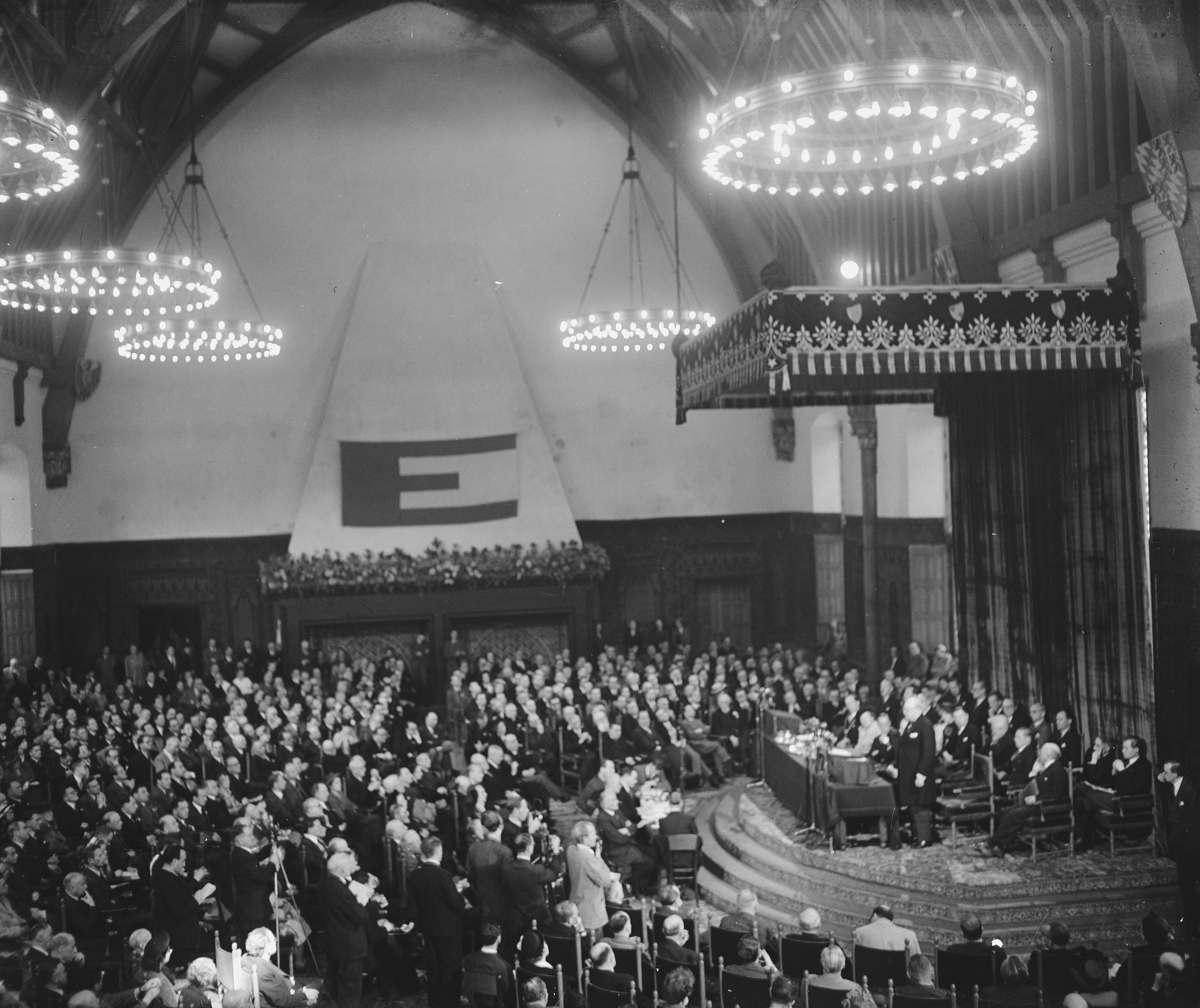
أحد اجتماعات المؤتمر (قاعة الفرسان في لاهاي، 9 مايو 1948)

مؤتمر لاهاي (بالهولندية: Congres van Den Haag، وبالإنجليزية: The Hague Congress) هو مؤتمر أوروبي عُقد في مدينة لاهاي الهولندية في الفترة من من 7 إلى 11 مايو 1948. يعد أول خطوة في تاريخ الوحدة الأوروبية. حضره 750 مندوبًا عن العديد من دول أوروبا، إلى جانب مراقبين من كندا والولايات المتحدة الأمريكية.

## سياسيون بارزون شاركوا في المؤتمر
- كونراد أديناور
- ونستون تشرشل
- هارولد ماكميلان
- فرنسوا ميتيران[1]
- إدوار دلادييه
- بول رينو
- ألتييرو سبينيللي